# Het Dwaallicht (film)
Het Dwaallicht (Engels: Will-o-the Wisp) is een Belgisch-Nederlandse film die uitkwam in 1973 en werd geregisseerd door Frans Buyens. Het is een verfilming van de gelijknamige roman van Willem Elsschot, waarin drie mannen op zoek gaan naar Maria van Dam en daarbij hulp krijgen van Frans Laarmans. De film is in kleur en duurt 108 minuten.

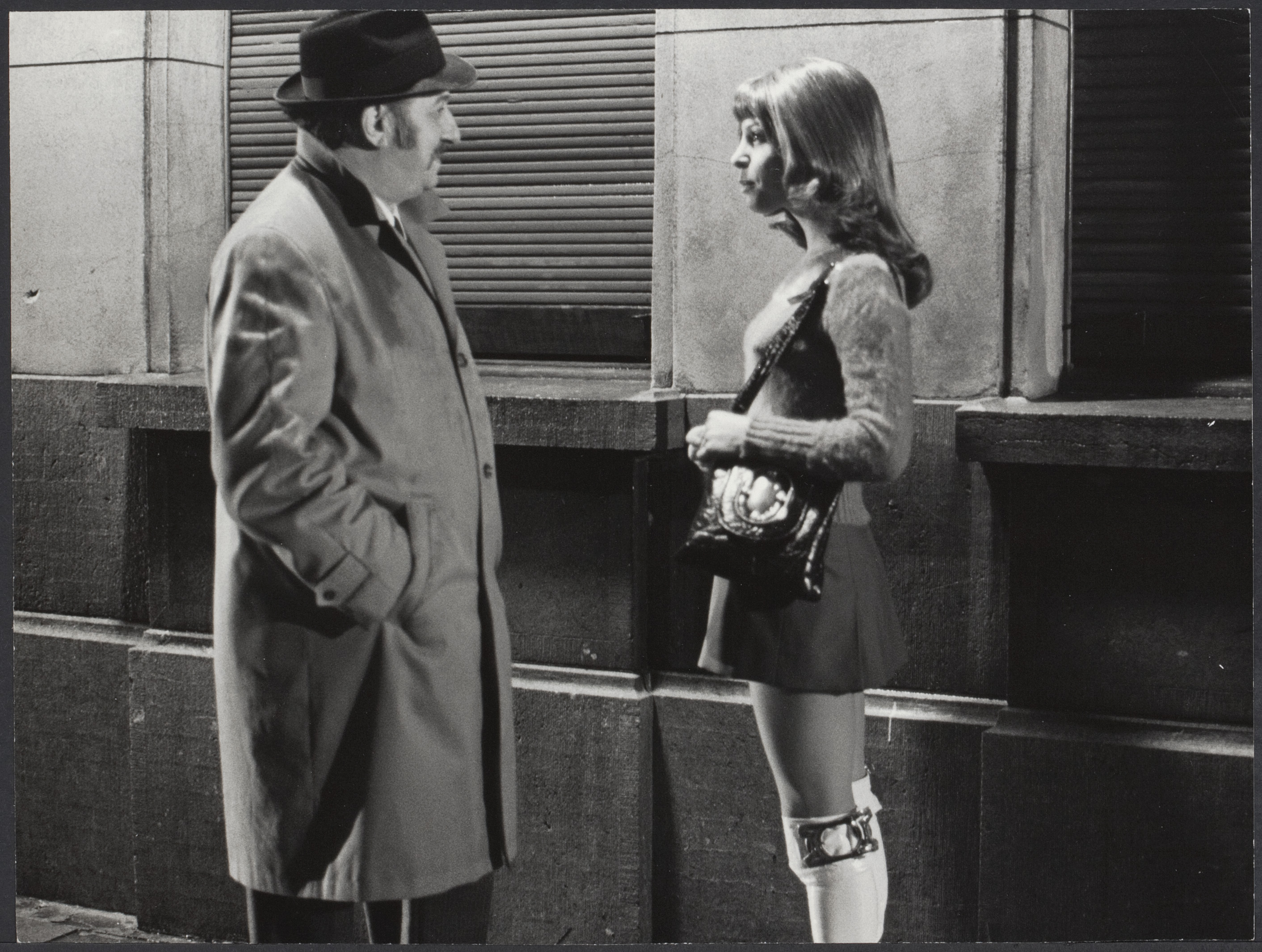

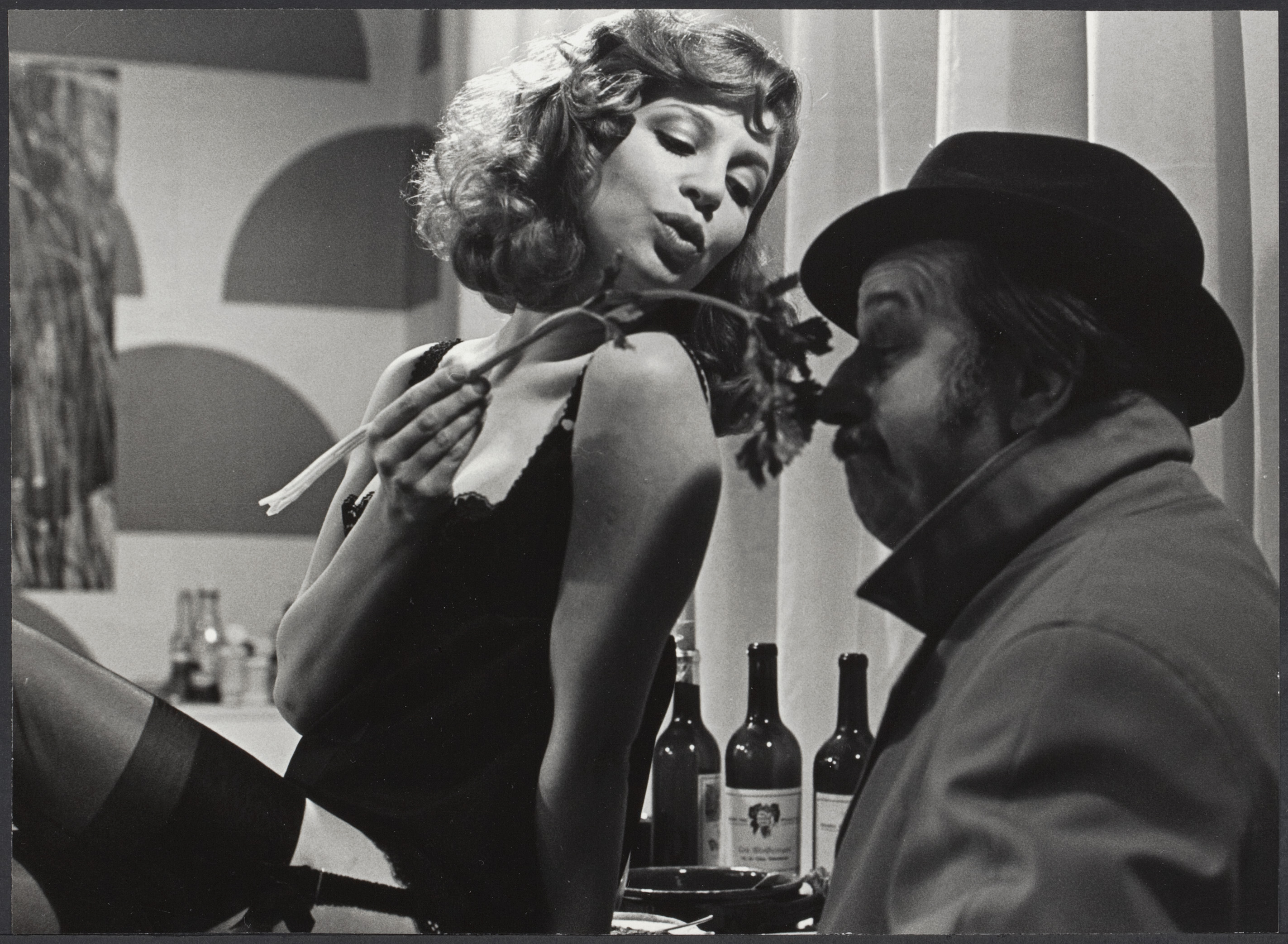

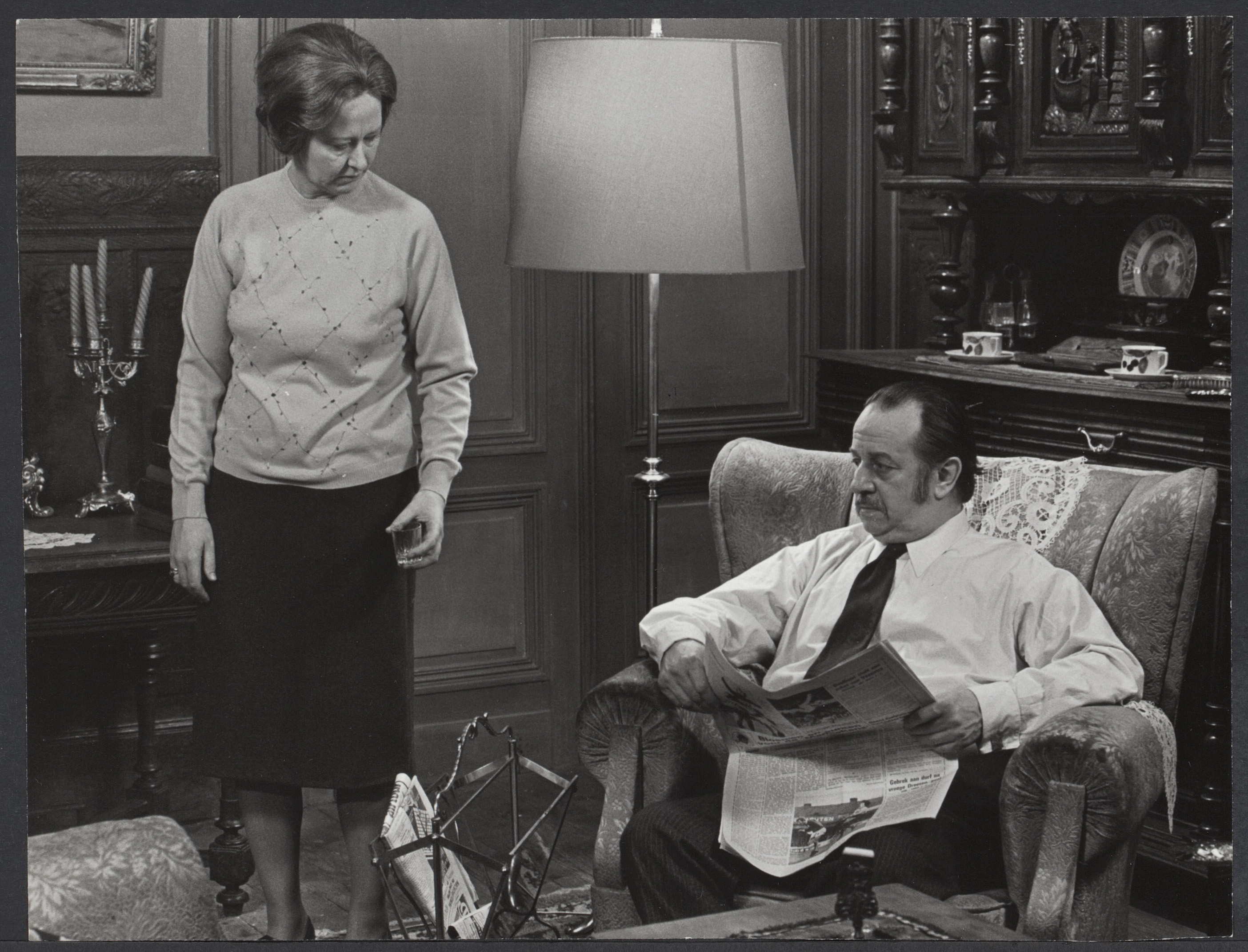

De avant-première en eveneens de wereldpremière vond plaats op 9 mei in zaal Rubens te Antwerpen. De film werd ook door de Selectiecommissie bij het Ministerie van Nederlandse Cultuur geselecteerd voor het Filmfestival in Cannes.

## Verhaal
Frans Laarmans is een man van middelbare leeftijd die samen met zijn vrouw Fine in Antwerpen woont. Het koppel leeft erg afstandelijk en de twee communiceren nauwelijks met elkaar.
Wanneer hij op een avond huiswaarts keert na een bezoek aan zijn vaste kroeg, ziet Laarmans drie Pakistanen staan die op zoek zijn naar een vrouw. Ze tonen hem een kaartje met de naam en het adres van een vrouw die ze dezelfde dag aan boord van hun schip ontmoet hebben: Maria van Dam, Kloosterstraat 15. Laarmans probeert in zijn beste Engels uit te leggen waar de Kloosterstraat zich bevindt. Al snel trekt het groepje de aandacht van enkele omstaanders en begint iedereen zich te bemoeien met de vraag van de Pakistanen. Uiteindelijk slaagt Laarmans er niet in om de gekronkelde en zigzaggende weg goed te beschrijven en besluit hij zelf mee te gaan en de weg te tonen.
Op weg naar het adres dat Maria de drie Pakistanen gegeven heeft, komt het gezelschap een bloemenwinkel tegen. Laarmans stelt voor dat de drie een boeket bloemen voor Maria kopen. Zij vinden dit een goed idee, maar vragen of hij het boeket wil kopen omdat mensen niet zo houden van bruin getinte mannen en omdat ze geen moeilijkheden willen krijgen. Ze beloven hem dat ze het boeket zullen terugbetalen.
Eenmaal aangekomen op het adres, blijkt de woning een vogelwinkel te zijn, waar uiteindelijk helemaal geen Maria van Dam woont. Het viertal wordt de deur gewezen.
Toch wil Laarmans de drie Pakistanen verder helpen en hij stelt voor om naar de politie te gaan. Eenmaal daar aangekomen, beslissen de drie mannen om niet mee binnen te gaan, omdat ze als kleurlingen vaak problemen hebben met de politie. Laarmans gaat akkoord en wandelt het politiebureau alleen binnen. Hij stelt zich voor aan de commissaris als privédetective die op zoek is naar Maria van Dam. Uiteindelijk krijgt hij de adressen van een paar vrouwen met de naam Maria van Dam. De tocht wordt verdergezet. Gaandeweg krijgt Laarmans alsmaar meer erotische dromen over de vrouw die voor hem Maria van Dam kan zijn.
De voorlaatste stop van de vier mannen is een hotel, waar Maria misschien zou kunnen zijn. De barman uit het café beneden kent echter geen Maria van Dam en het gezelschap wordt opnieuw teleurgesteld. In het café heeft het viertal een diepgaand gesprek over hun geloof. Ze wisselen ideeën en overtuigingen uit en besluiten dan maar om allen naar huis te keren.
Laarmans besluit om in zijn eentje toch nog een laatste adres te bezoeken. Terwijl hij voor de deur staat, beeldt hij zich in dat de knappe blonde vrouw uit zijn dromen de deur opent en hem binnenlaat. Het wachten zorgt ervoor dat hij verschillende erotische gedachten krijgt en hij begint te fantaseren over de vrouw die de deur zou openen. Na een tijd te wachten beseft Laarmans dat niemand de deur zal opendoen en vertrekt hij dan ook maar naar huis.
De zoektocht blijkt dus tevergeefs te zijn geweest.

## Cast en rolverdeling
Op de drie hoofdrolspelers na (Eva Kant, Romain Deconinck en Dora Van der Groen) bestaat de cast uit amateur-acteurs.
Hoofdrolspelers:
| Acteur                | Personage                 |
| --------------------- | ------------------------- |
| Romain Deconinck      | Frans Laarmans            |
| Eva Kant              | Maria van Dam             |
| Dora van der Groen    | Fine (vrouw van Laarmans) |
| Maszar Hussein Sjeikh | Ali                       |
| Niaz Faruqi           | 2e Pakistani              |
| Shafiq Ahmad          | 3e Pakistani              |

Figuranten:
| Acteur             | Personage                       |
| ------------------ | ------------------------------- |
| Tim Beekman        | uitsmijter                      |
| Fred Van Kuyk      | politieagent                    |
| Thomas Emiel       | eerste politieagent             |
| Senné Cois         | tweede politieagent             |
| Linda van Beilo    | prostituee                      |
| Yvette Ravel       | prostituee                      |
| Christine Vannoten | prostituee                      |
| Herman Haak        | zoon van de vrouw uit de winkel |
| Jeroen Camerlycnk  |                                 |
| Helene Present     |                                 |
| Sies Foletta       |                                 |
| Jacques Luijer     |                                 |
| Ronnie Commissaris |                                 |

## Productie
Oorspronkelijk was het de bedoeling dat Buyens een film genaamd Top Hit Girl zou maken. Dit project ging echter niet door omdat de minister van Nederlandse cultuur, Frans Van Mechelen, de subsidiëring weigerde te ondertekenen. Buyens verzocht de minister daarom een andere film te realiseren, namelijk Het Dwaallicht. Hij vermeldde in zijn brief aan de minister dat hij al jaren rondloopt met het idee om het boek van Willem Elsschot, die tevens een vriend van Buyens was, te verfilmen. Het budget dat voorzien was voor de film Top Hit Girl zou de productiekosten grotendeels kunnen dekken.
In de maand juli van het begrotingsjaar 1971 kende de minister van Nederlandse Cultuur een subsidie van 5.000.000 Belgische Frank toe aan N.V. Iris Films voor de productie van de film Het Dwaallicht. Op dit moment had Buyens gevraagd om de eventuele coproductie met N.V. Max Appelboom filmproducties, uit Amsterdam, af te sluiten. In een van zijn vele brieven verzocht hij de minister van Nederlandse cultuur om het dossier van Max Appelboom producties te onderzoeken en zo ook een subsidie toe te kennen.
Nog voor de opnames van Het Dwaallicht begonnen, zat Buyens in moeilijkheden. Toen hem de subsidies van Het Dwaallicht werden toegekend, had de minister van Nederlandse cultuur hem gezegd dat hij gemakkelijk een Nederlandse coproducer zou vinden. Gedeeltelijk om die reden werd hem een subsidie van 5.000.000 Belgische Frank in plaats van 6.000.000 Belgische Frank toegekend, die oorspronkelijk voorzien was voor zijn project Top Hit Girl. Enkele weken voor de opnames had Buyens nog steeds geen coproducent. De Nederlandse producer Max Appelboom kreeg geen positief resultaat van de Nederlandse filmcommissie omdat het productiehuis niet aan alle voorwaarden voldeed. Buyens stuurde een brief naar de minister van Nederlandse cultuur. Daarin vroeg hij hem een extra inspanning te doen om de Nederlandse filmcommissie ertoe aan te zetten een gunstig advies te verlenen aan Max Appelboom en een financiële tussenkomst te leveren. Zo zou er, mocht er geen coproductie plaatsvinden, toch minstens een coöperatie mogelijk zijn. Hij vermeldt hierbij dat het Belgisch Ministerie van Cultuur twee Nederlandse films subsidieert en hiervoor geen tegenprestatie vraagt. Het minste wat Nederland dan volgens hem kon doen, was Het Dwaallicht subsidiëren zodat hij de schulden van zijn verfilming zou kunnen bekostigen.
In zijn antwoord schreef de minister dat ondanks dat N.V. Max Appelboom producties niet aan alle voorwaarden voldeed, het Bestuur van de Stichting toch de gevraagde bijdrage van 200.000 Belgische Frank – met eventuele verhoging van 25.000 Belgische Frank -  aan N.V. Iris Films zou verlenen. De coproductie kon enkel plaatsvinden op voorwaarde dat Appelboom de ontbrekende contracten en documenten in orde bracht. Buyens slaagde er in oktober zo dan toch in om een coproductie met Max Appelboom filmproducties tot stand te brengen. De toelage vanwege het Nederlandse productiefonds bedroeg in totaal 2.800.000 Belgische Frank.
Het uiteindelijke budget voor de film was ongeveer 11 miljoen Belgische Frank. Hiervan werd 7.000.000 Belgische Frank bijgedragen door N.V. Iris Films en 4.000.000 Belgische Frank door Max Appelboom filmproducties. Er kwamen 6 kopieën van Het Dwaallicht, maar de film werd helaas niet zo goed ontvangen.

### Filmlocaties
De film werd opgenomen in de straten rond de Grote Markt in Antwerpen en in een oud burgerhuis in de Hoogstraat. Ook de roman speelt zich af in Antwerpen, je kunt zelfs met een grondplan Laarmans spoor volgen naar de Kloosterstraat 15. Oorspronkelijk wilde men ook in Bombay gaan filmen, maar dit ging niet door omdat het te duur zou zijn.
Adressen:
- Kloosterstraat 15
- Suikerrui
- Oude koornmarkt
- Kammenstraat
- Gierstraat
- Steenhouwersvest
- Nationalestraat
- St. - Andriesstraat
- Hoogstraat 34 (bovenetage en vliering)
- Kronenburgstraat
- Wolstraat
- Kleine Pieter Potstraat
- Grote Pieter Potstraat
- Vlasmarkt
- Stadsbibliotheek
- Groenplaats
- Oever
- Zand
- Sandersstraatje
- Munsttraat
- Rijke Beukelaerstraat
- Plantinkaai
- Lange Ridderstraat
- Korte Ridderstraat
- Noorderlaan, nummer 188 aan de dokken

### Muziek
Henri Morelle en Lees Linthorst waren verantwoordelijk voor het geluid en de muziek werd gecomponeerd door Arsène Souffriau.
De generiek van de film wordt niet enkel in het begin afgespeeld, maar ook op het einde, terwijl Laarmans net als in het begin van de film alleen door Antwerpen wandelt. De melancholische muziek bij beide scènes kan een suggestie zijn van de cineast dat Laarmans' gedachtes slechts illusies waren en dat hij in een cirkel gelopen heeft.
De verscheidene vrouwenscènes (met Fathma, Maria en Fine) hebben elks een andere muzikale toon.In de scènes waar Laarmans thuis is met zijn vrouw Fine, wordt er zwaarmoedige muziek afgespeeld. Deze steekt fel af ten opzichte van de lichtere klanken bij de fantasieën over Fathma en Maria.

### Montage
De bewerking van de film werd gedaan door Arsène Souffriau, Klaus Jürgen Kramer en Dirk Van den Eynden. Er is een afwisseling tussen beelden van de zoektocht naar Maria en erotische fantasieën over zowel Fathma als Maria.

## Context en ontstaansgeschiedenis
Voor Buyens' film uitkwam in 1973, was hij al lang bezig met Elsschots werk. Eigenlijk wilde Buyens de film al in 1960 uitbrengen, maar achteraf zegt hij daarover dat hij het te "pretentieus" van zichzelf vond en dat dat hem nooit gelukt zou zijn. Hoewel Buyens de film al eerder wilde opnemen, slaagde dit niet, omdat de rechten bij de familie van Elsschot lagen, en zij deze eerst niet aan hem wilden geven. Daarbij diende hij enkele filmprojecten in bij de selectiecommissie van het Ministerie van Nederlandse Cultuur, maar die wilde ze niet subsidiëren. Een tiental jaar later kwam Het Dwaallicht dan wel in aanmerking om verfilmd te worden. Buyens schreef voor de film zelf alle dialogen en het scenario, en hij was ook de regisseur.
Buyens kende Willem Elsschot ook persoonlijk. Hij bewonderde hem en dat is een van de redenen waarom hij zijn roman wilde verfilmen. Buyens vond vooral de les van menselijke solidariteit uit de roman belangrijk: de man blijft meegaan met de zwartjes terwijl hij er zelf geen voordeel uit kan halen. Buyens benoemt Elsschot als iemand die de lezer actief wilde laten nadenken, en bij zijn verfilming wil hij Elsschot nadoen en het zo filmen "dat iedereen in de zaal mee moet, niet passief, gaan zoeken".

## Verhouding tot de roman
De roman is ongeveer 50 pagina's lang, en is opgesplitst in zes hoofdstukken. Ter vergelijking: de film zou versneden kunnen worden in ongeveer 450 shots, die het verhaal van de roman volgen. In het boek duurt het verhaal een dag, dit is ook in de film het geval. Het is duidelijk dat Buyens de essentiële verhaallijnen van de roman wilde behouden, en hij maakte slechts een paar kleine aanpassingen.
Het thema van de film en de roman is onbevredigd verlangen: de tocht naar de ideale vrouw, die uiteindelijk tot mislukking leidt. Er is ook een deel dat op racisme wijst, aangezien de drie Pakistanen duidelijk niet overal welkom zijn. Ze beseffen dit ook en blijven daarom vaak buiten of op een afstand staan als Laarmans elders hulp gaat zoeken.
In de roman dient de inbeelding van Fathma vooral als aanloop naar de zoektocht van de drie Pakistanen. Hij verwijst dan naar zijn zoektocht in het labyrint in Bombay, waar hij ook met een kartonnetje in de hand stond. Buyens heeft daar een parallelverhaal van gemaakt dat als leidmotief fungeert: de Pakistanen zijn op zoek naar Maria van Dam, en tegelijkertijd fantaseert Laarmans over zijn eigen Maria, namelijk Fathma. Zowel in de roman als in de film is er een afwisseling tussen de eigenlijke gebeurtenissen en de seksuele fantasieën van Laarmans. Een verschil is echter dat er in de film gekruide en erotische scènes worden getoond, terwijl deze niet worden vermeld in de roman. Buyens visualiseert Laarmans’ gedachten, met name zijn fantasieën. De gedachten die Laarmans heeft in het boek worden in de film erg aangedikt tot lusttaferelen. In de film wordt er ten slotte veel uitgebreider op de figuur van Fathma ingegaan. In de roman staan er slechts zes vermeldingen over haar, terwijl Buyens haar in meer dan 40 shots toont.
In de film worden ook niet enkel dromerige gedachten van Laarmans over Fathma getoond, maar ook seksuele fantasieën over Maria van Dam. Deze zijn niet in de roman verwerkt doordat de roman het standpunt van Laarmans weergeeft. Elsschot toont dus enkel zijn gedachten aan de lezer, en niet die van de Pakistanen. In de roman wordt er maar weinig informatie gegeven over Maria van Dam. De film toont echter het "Maria-wensbeeld" meerdere keren in verschillende verschijningen, allemaal gespeeld door Eva Kant.
Een ander verschil is het einde van de roman en de film. De roman eindigt met gedachten van Laarmans die naar huis wandelt. De laatste scène van de film toont Laarmans die voor de deur van een prostituee staat. Zij opent de deur, sluit die weer en opent ze opnieuw waarna de man en de prostituee elkaar blijven aanstaren.

## Ontvangst
Het Dwaallicht kwam ongeveer gelijktijdig in de zalen als de films Turks Fruit en Angela, ook een Vlaams-Nederlandse coproductie. Bij zowel Angela als Het Dwaallicht wordt het burgerlijke milieu vol frustraties, angst en egoïsme getoond. Beide doen ze dit niet met veel woorden en harde seks, maar net met weinig seks en rustige beelden. Nochtans toonde Het Dwaallicht aan dat zelfs blote borsten op beeld “geen garantie bood op een publiek succes”. Het Dwaallicht kreeg daarnaast veel kritiek omdat de film zo’n traag ritme heeft. De film kreeg wel veel aandacht in de media doordat de hoofdrolspeler Romain Deconinck een befaamd acteur was en ook Elsschot door veel mensen gekend was.
In het Haarlems Dagblad over de Filmweek in Arnhem spreekt men over Het Dwaallicht als een mislukking. Hoewel Romain Deconinck Laarmans goed vertolkt, wordt de rest volgens de journalist "goedkoop en voor de hand liggend in beeld gebracht". Daarnaast schrijft de recensent dat je merkte dat Buyens de bedoelingen van Elsschot wilde verfilmen, maar dat hij hierin niet slaagde. Ook De Groene Amsterdammer schrijft dat de roman van Elsschot vol melancholie en sfeer zit, maar "er zit geen film in". De fantasieën worden getoond in de film in plaats van dat de lezer ze zelf inbeeldt. Daardoor wordt de handeling telkens gepauzeerd om de gedachtewereld van Laarmans te tonen, wat een uiteindelijk trage film oplevert. De meeste kranten zijn het hierover eens. Het Leidsch Dagblad en De Groene Amsterdammer schrijven het ook in de titels van hun recensies: "Het Dwaallicht bleek geen filmverhaal".